# Шумаков, Сергей Владиславович
Серге́й Владисла́вович Шумако́в (род. 4 сентября 1992, Челябинск) — российский хоккеист, нападающий.
Обладатель бронзовой медали чемпионата КХЛ сезона 2014/15 в составе «Сибири» и серебряный призёр чемпионата КХЛ сезона 2018/19 в составе «Авангарда».

## Биография
Его дедушка был работником дворца спорта «Юность», он привёл внука на хоккей, хотя сам никогда в него не играл.
Воспитанник челябинского хоккея. Начал карьеру в 2009 году в составе челябинского клуба «Белые медведи», выступавшего в Молодёжной хоккейной лиге. В дебютном сезоне провёл на площадке 58 матчей, в которых набрал 8 (4+4) очков. Следующий сезон начал уже в составе команды «Белые тигры» из Оренбурга. Благодаря улучшению своих статистических показателей, помог команде попасть в плей-офф, где они смогли пройти первый раунд, после чего уступили уфимскому «Толпару» в полуфинале конференции со счётом 0:3.
В сезоне 2011/12 пополнил состав молодёжной команды «Сибирские снайперы». Этот сезон стал лучшим для Шумакова в МХЛ — в 57 матчах он набрал 55 (22+33) очков, после чего ещё по ходу чемпионата был вызван в основу новосибирской «Сибири». 17 февраля 2012 года в домашнем матче против омского «Авангарда» дебютировал в КХЛ. Отличиться заброшенной шайбой за «Сибирь» Шумакову удалось уже в сезоне 2012/13, 5 декабря, в гостевом матче против «Ак Барса». В начале сезона 2013/14 решением тренерского штаба «Сибири» был переведён в фарм-клуб «Зауралье» из Кургана. Играя за «Зауралье», в матче против «ВМФ-Карелия» сделал дубль и отдал результативный пас. В общей сложности сыграл за курганский клуб 6 матчей, в которых набрал 3 (2+1) очка при показателе полезности +1. 14 октября 2013 года вернулся в «Сибирь».
В матче с «Ак Барсом» в серии плей-офф в 2019 году исполнил «финт Гранлунда» — в плей-офф КХЛ прежде так никто не забивал, Шумаков стал первым.
В декабре 2018 года «Авангард» заплатил ЦСКА около 70 млн рублей за переход Шумакова, который подписал 3-летний контракт с омским клубом. В регулярном сезоне КХЛ 2018/19 Шумаков, вернувшись из Северной Америки, набрал 17 очков (5+12) в 21 матче. В плей-офф Кубка Гагарина 2019 года забросил 12 шайб в 19 матчах, уступив только Михаилу Григоренко из ЦСКА (13 шайб). 3 марта забросил все три шайбы «Авангарда» в гостевом матче против «Ак Барса» (3:2), став вторым в истории игроком «Авангарда», сделавшим хет-трик в плей-офф Кубка Гагарина.
В регулярном сезоне 2019/20 набрал 41 очко (17+24) в 58 матчах.

## Статистика
| Легенда | Легенда                    | Легенда | Легенда                   | Легенда | Легенда    |
| ------- | -------------------------- | ------- | ------------------------- | ------- | ---------- |
| И       | Количество проведённых игр | Штр     | Штрафное время            | +/−     | Плюс-минус |
| Г       | Голы                       | П       | Голевые передачи          | О       | Очки       |
| -       | Статистика неизвестна      | —       | Статистика не учитывалась |         |            |